# Оку (вулкан)
Оку (англ. Mount Oku) — стратовулкан в Камеруне.
Оку — высочайшая вершина одноимённого вулканического массива Камерунской линии, возвышается над Камерунским нагорьем.
Высота над уровнем моря — 3011 м.
Возраст пород в 22-24 млн лет, но вулканическая активность наблюдалась и гораздо позже. Гора сложена базальтовыми и гавайитовыми лавами, а также трахитами. В одном из кратеров находится озеро Оку, северные берега которого представляют потоки базальта, а южные — остатки риолитовых и фонолитовых лав.
Склоны вулкана покрыты горными лесами и альпийскими лугами, где обнаружены некоторые виды, обитающие лишь на склонах Оку. На высоте 2900 м в 1997 году обнаружено сфагнумово болото, высочайшее в Западной Африке. С 1987 года территория Оку охраняется от вырубок, ограничивается сельскохозяйственная деятельность.